# Sobór konstantynopolitański II
Sobór konstantynopolitański II – zwołany w 553 przez cesarza Bizancjum Justyniana (527-565) w celu osiągnięcia jedności z monofizytami, którzy przeważali na znacznym obszarze Syrii, Etiopii i Egiptu.
Cesarz, pragnąc zjednoczyć Cesarstwo wokół idei "jedno cesarstwo - jedna religia", dążył do przywrócenia do jedności kościelnej monofizytów. Cel ten chciał osiągnąć poprzez reinterpretację lub rewizję stwierdzeń dogmatycznych przyjętych przez sobór chalcedoński w taki sposób, aby definicje dogmatyczne soboru w Chalcedonie stały się możliwe do przyjęcia dla monofizytów. W tym celu w 544 roku potępił tak zwane Trzy rozdziały, czyli pisma trzech teologów antiocheńskiej szkoły teologicznej - Teodora z Mopsuestii oraz jego uczniów Ibassa z Edessy i Teodoreta z Cyru. Nauczanie tych dwóch ostatnich było badane przez Sobór chalcedoński i po odrzuceniu przez nich doktryny Nestoriusza, uniknęli potępienia.
Chcąc nadać powagi swoim postanowieniom, cesarz skłonił papieża Wigiliusza do wydania w 548 roku tak zwanego Wyroku-Iudicatum, potępiającego Trzy rozdziały. Warto dodać, że miasto Rzym znajdowało się wtedy pod panowaniem Bizancjum. Wywołało to powszechne oburzenie w Kościołach na Zachodzie, więc wkrótce papież wycofał swoje poparcie dla Iudicatum. W tej sytuacji cesarz Justynian doszedł do wniosku, iż jedyną instytucją mającą wystarczający autorytet, aby przeforsować jego polityczno-religijne plany, jest sobór powszechny.
Sobór zwołany przez cesarza zebrał się w Konstantynopolu 5 maja 553 roku. Zgromadził 166 ojców wybranych przez cesarza, w tym 18 z Zachodu. Potępiono na nim Trzy rozdziały, Orygenesa (w tym teorię preegzystencji dusz) oraz papieża Wigiliusza (ale nie Kościół rzymski). Cesarz nakazał skreślić jego imię z wykazu papieży. Papież Wigiliusz, mimo iż przebywał w tym czasie w Konstantynopolu, nie stawił się na znak protestu na wezwanie ojców soborowych, jednakże w grudniu 553 roku cesarz zmusił go do podpisania akt soboru i dopiero wtedy pozwolił wrócić do Italii.

## Recepcja Soboru
Sobór ten został uznany zarówno przez Konstantynopol, jak i przez Rzym, a także przez większość wyznań protestanckich jako piąty spośród pierwszych siedmiu Soborów Powszechnych.
Akta Soboru zatwierdził następca Wigiliusza, papież Pelagiusz I. W dalszym ciągu jednak sprzeciwiano się w całej północnej Italii, Anglii, Francji i Hiszpanii, a także w Afryce i Azji. Sprzeciw w Afryce ustał w 559 r., ale Mediolan trwał w schizmie aż do 571. W Istrii opór trwał aż do 607, po pojednaniu część biskupów utworzyła Patriarchat Staroakwilejski, schizmatycki wobec Patriarchatu Akwilei. Trwał on cały VII w., do pojednania doszło na Synodzie w Akwilei (700), dwadzieścia lat po tym, gdy akta Soboru (Piątego Soboru powszechnego) zatwierdził następny, Szósty Sobór konstantynopolitański III. Rozwiązania teologiczne Soboru przyjmował także papież Grzegorz Wielki: (...) Szanuję również piąty synod, na którym odrzucono tzw. list Ibasa, pełny błędów, potępiono Teodora, który rozdzielając osobę pośrednika między Bogiem a ludźmi na dwie subsystencje popadł, jak mu wykazano, w wiarołomną bezbożność, tam także /odrzucono/ wydane w szale zapamiętania pisma Teodoreta, potępiające wiarę błogosławionego Cyryla.
Współcześni historycy Kościoła często mówią o tym Soborze z zakłopotaniem. U wielu teologów nie cieszy się on wielkim autorytetem, czego powodem jest także fakt, że teologia XX i XXI w. bliższa jest szkole antiocheńskiej, podczas gdy potępienie Trzech Rozdziałów dokonało się z pozycji szkoły aleksandryjskiej.